# Augusto Silj
Augusto Silj (Ussita, 9 luglio 1846 – Roma, 27 febbraio 1926) è stato un cardinale italiano.
Fu nominato cardinale della Chiesa cattolica da papa Benedetto XV.

## Biografia
Nacque a Calcara di Ussita, in diocesi di Norcia, il 9 luglio 1846.
Papa Benedetto XV lo elevò al rango di cardinale nel concistoro del 15 dicembre 1919 con il titolo di Santa Cecilia.
Nel 1920 fu nominato protettore dell'Istituto delle Figlie di Maria Immacolata condotto dalla fondatrice Madre Brigida Postorino.
Fu anche prefetto del Supremo Tribunale della Segnatura Apostolica dal 1920.
Morì il 27 febbraio 1926 all'età di 79 anni a Roma e fu sepolto nel Cimitero del Verano.

## Genealogia episcopale
La genealogia episcopale è:
- Cardinale Scipione Rebiba
- Cardinale Giulio Antonio Santorio
- Cardinale Girolamo Bernerio, O.P.
- Arcivescovo Galeazzo Sanvitale
- Cardinale Ludovico Ludovisi
- Cardinale Luigi Caetani
- Cardinale Ulderico Carpegna
- Cardinale Paluzzo Paluzzi Altieri degli Albertoni
- Papa Benedetto XIII
- Papa Benedetto XIV
- Papa Clemente XIII
- Cardinale Bernardino Giraud
- Cardinale Alessandro Mattei
- Cardinale Pietro Francesco Galleffi
- Cardinale Giacomo Filippo Fransoni
- Cardinale Carlo Sacconi
- Cardinale Edward Henry Howard
- Cardinale Mariano Rampolla del Tindaro
- Cardinale Rafael Merry del Val y Zulueta
- Cardinale Augusto Silj